# 本広克行
本広 克行（もとひろ かつゆき、1965年7月13日 - ）は、日本の映画監督、テレビドラマや舞台の演出家。香川県丸亀市出身。2013年から、株式会社Production I.G企画部所属。

## 経歴
丸亀市立城西小学校、香川県立丸亀西中学校を経て香川県立琴平高等学校卒業。高校卒業後は、九州の工業大学に進学しようと考えていたが、工事現場のバイト中、事故に遭った際に「どうせいつか死ぬなら好きなことやりたいな」と考え、入院中に差し入れてもらった本や雑誌の中にあった『キネマ旬報』に載っていた横浜放送映画専門学院（現・日本映画大学）の広告を見て、「ここに行こう」と決断。専門学院卒業後、電通映画社（現・電通テック）、共同テレビでのアルバイトを経て、共同テレビの子会社であるベイシスに入社。バラエティ番組のアシスタントディレクターからディレクター、ドラマ番組のディレクター、映画作品の監督を経て、1998年、株式会社ROBOT映画部に着任。2013年からは、株式会社Production I.G企画部所属。
1992年にフジテレビ・共同テレビ制作の深夜ドラマ『悪いこと』にて監督デビュー。その後、同じ系列のオムニバスドラマ『世にも奇妙な物語』にて「見たら最期」を監督。1996年、『7月7日、晴れ』で映画監督デビューを果たした。『お金がない!』の演出陣の一人として織田裕二と知り合い、織田の推薦により『踊る大捜査線』のチーフ演出に抜擢された。このドラマの映画版シリーズを監督し、第22回および第27回日本アカデミー賞優秀監督賞を受賞。シリーズ映画2作目において実写邦画興行成績の歴代1位を保持している。
『サトラレ TRIBUTE to a SAD GENIUS』はスタジオジブリ（スタジオカジノ名義）が製作に参加した。
2011年4月、四国学院大学「身体表現と舞台芸術マネジメント・メジャー」（略称・「演劇コース」）客員教授に就任。2012年10月、アニメ作品『PSYCHO-PASS サイコパス』の総監督デビューを果たす。故郷香川県の映画祭『さぬき映画祭』のディレクターを2013年より19年まで務めた。
2022年1月19日に立ち上げたエンタメDAOプロジェクト『SUPER SAPIENSS』の発起人の1人である。

## 人物
- うどんに関する造詣が深く、常にうどんを食べていると言われている。2006年に公開された、うどんを題材とした映画『UDON』を制作するにあたり、本広は実弟が脱サラして讃岐うどんの修行をしていたことから、劇中に登場した「松井製麺所」のうどんは実弟が打っている。また実際に実弟がオーナーの「松井うどん」が香川県三豊市で営業。2017年から東京都新宿区四谷４丁目に松井製麺所（現・讃岐本広うどん）として再オープンしたが、2023年に閉店した。
- 世界で一番好きな監督は押井守[3]。初めての押井作品との出逢いは高校一年のとき映画館で観た『うる星やつら2 ビューティフル・ドリーマー』で、初監督映画『7月7日、晴れ』は同作からインスピレーションを受けてる[4]。
- 『踊る大捜査線』湾岸署の舞台を決めるロケハンではスタッフに『機動警察パトレイバー 2 the Movie』を見せて「こんな場所を探してくれ」とお願いしたが当時そっくりな場所はなかったので、お台場に落ち着いた。
- 2013年に始動したパトレイバー実写化プロジェクトで監督の依頼があり、特撮担当に樋口真嗣、音楽担当に川井憲次というスタッフでミーティングまで行ったものの、メガホンをとるまでには至らなかったという[5]。
- 本人は典型的なアニメオタクで、アニメを語ることが多い。ファンである押井守、庵野秀明、渡辺信一郎、富野由悠季などのアニメ監督と対談している。
- 『踊る大捜査線』のドラマ本放送では『新世紀エヴァンゲリオン』のBGMを使用したり、映画『サマータイムマシン・ブルース』ではガンダムのBGMを使用するなどしている。
- さぬき映画祭で若手自主映画サミットを開くなど、後進の育成に非常に熱心な事で知られ、踊る大捜査線の助監督だけでも、『海猿』の羽住英一郎をはじめ、河合勇人、七高剛、波多野貴文、長瀬国博、真壁幸紀などの監督を輩出している。
- 北海道テレビ『水曜どうでしょう』の大ファンである。そのことから、北海道テレビのドラマ『チャンネルはそのまま!』では総監督を担当した [6]。また、テレビ西日本のバラエティ番組『ゴリパラ見聞録』のキッズ（番組のファンの総称）でもある。ABCテレビの番組『探偵!ナイトスクープ』の大ファンでもあり、2018年5月18日に特別顧問として初出演した際には「自分で傑作選を編集するくらい大好き」と熱弁していた[7]。

## 作品

### バラエティ
- アメリカの夜
- 深夜は踊る（1991年10月、フジテレビ） - 3日間にわたって放映された番組。第1夜は1987年まで、第2夜は1988年から1989年、第3夜は1990年から1991年のフジテレビの深夜番組についてまとめた番組。
- MAESTRO（1993年 - 1994年、フジテレビ）

### テレビドラマ
- 悪いこと（1992年、フジテレビ）
  - 「放課後」
  - 「表裏」
  - 「道徳」
  - 「安息」
- 上品ドライバー（1992年 - 1998年、フジテレビ）
- NIGHT HEAD （1992年 - 1993年、フジテレビ）
- 世にも奇妙な物語（フジテレビ）
  - 「見たら最後」（1992年）
  - 「友子の長い朝」（1994年）
  - 「追っかけ」（1996年）
  - 「幸せを運ぶ眼鏡」（2015年）
- If もしも「誘拐するなら男の子か女の子か」（1993年、フジテレビ）※諸事情のため2018年現在未放送
- 17才-at seventeen-（1994年、フジテレビ）
- お金がない!（1994年、フジテレビ）
- ヘルプ!（1995年、フジテレビ）
- 木曜の怪談「サイボーグ」「爆裂!分身娘」（1996・1997年、フジテレビ）
- 踊る大捜査線（1997年、フジテレビ）
  - 踊る大捜査線 歳末特別警戒スペシャル（1997年、フジテレビ）
  - 湾岸署婦警物語 初夏の交通安全スペシャル（1998年、フジテレビ）
  - 深夜も踊る大捜査線 湾岸署史上最悪の3人!（1998年、フジテレビ）
  - 深夜も踊る大捜査線 2（2003年、フジテレビ）
  - 警護官 内田晋三（2007年、フジテレビ）
  - 踊る大捜査線 THE LAST TV サラリーマン刑事と最後の難事件（2012年、フジテレビ）
- 蘇える金狼（1999年、日本テレビ）
- アンティーク 〜西洋骨董洋菓子店〜（2001年、フジテレビ）
- SP 警視庁警備部警護課第四係（2007年、フジテレビ・総監督）
  - SP スペシャルアンコール特別編（2008年、フジテレビ・総監督）
- スープカレー（2012年、TBS・総監修）
- ストレンジャー〜バケモノが事件を暴く〜（2016年、テレビ朝日）
- 警視庁捜査資料管理室 (仮)（2018年、BSフジ・総監督）
- チャンネルはそのまま（2019年、北海道テレビ放送・総監督）
- ナンバMG5（2022年、フジテレビ）

### テレビアニメ
- PSYCHO-PASS サイコパス（2012年、フジテレビ・総監督）
- PSYCHO-PASS サイコパス 2（2014年、フジテレビ・企画監修）
- アトム ザ・ビギニング（2017年、NHK総合テレビ・総監督）[8]

### 映画
- 7月7日、晴れ（1996年）
- ぼくたちの映画シリーズ 友子の場合（1996年）
- 踊る大捜査線シリーズ
  - 踊る大捜査線 THE MOVIE 湾岸署史上最悪の3日間!（1998年）
  - 踊る大捜査線 THE MOVIE 2 レインボーブリッジを封鎖せよ!（2003年）
    - BAYSIDE SHAKEDOWN 2（2003年）

  - 交渉人 真下正義（2005年）
  - 踊る大捜査線 THE MOVIE3 ヤツらを解放せよ!（2010年）
  - 踊る大捜査線 THE FINAL 新たなる希望（2012年）
  - 室井慎次 敗れざる者（2024年）
  - 室井慎次 生き続ける者（2024年）
- スペーストラベラーズ（2000年）
- サトラレ TRIBUTE to a SAD GENIUS（2000年）
- サマータイムマシン・ブルース（2005年）
- UDON（2006年）
- 少林少女（2008年）
- 曲がれ!スプーン（2009年）
- 幕が上がる（2015年）
- アニバーサリー　〜生日快樂十分幸福〜（2016年）
- 亜人（2017年）
- 曇天に笑う（2018年）
- ビューティフルドリーマー（2020年）
- ブレイブ 群青戦記（2021年）

### 劇場アニメ
- 劇場版 PSYCHO-PASS サイコパス（2015年・総監督）
- 劇場版フリクリ オルタナ / プログレ (2018年・総監督）
- HUMAN LOST 人間失格（2019年・スーパーバイザー）

### 舞台
- 舞台も踊る大捜査線 ザッツ!! スリーアミーゴス（2003年8月15日 - 17日）
- Fabrica[10.0.1]「LIFE FILM」（2007年1月20日 - 28日、赤坂RED THEATER）
- FABRICA[12.0.1]「BABY BLUE」（2007年10月4日 - 14日、新宿THEATER TOPS）
- FABRICA[11.0.1]「LOST GARDEN」（2008年9月13日 - 23日、赤坂RED THEATER）
- 演劇入門（2010年11月27日 - 12月13日、こまばアゴラ劇場）
- 国民の映画（2011年・映像監督）
- 幕が上がる（2015年、六本木ブルーシアター）
- 転校生（2015年、六本木ブルーシアター）
- みつあみの神様（2015年10月・総合プロデューサー）
- ドゥ･ユ･ワナ･ダンス？（2018年9月24日 - 10月8日、舞浜アンフィシアター）
- 舞台 PSYCHO-PASS サイコパス Virtue and Vice（2019年4月18日 - 30日、日本青年館 / 2019年5月3日 - 6日、森ノ宮ピロティホール）
- 転校生2019（2019年8月11日 - 17日、紀伊國屋ホール）
- ももクロ一座特別公演　大江戸娯楽活劇　姫はくノ一（2019年8月17日 - 26日、明治座）
- 舞台 PSYCHO-PASS サイコパス Virtue and Vice 2（2020年11月20日 - 29日、明治座 / 2020年12月3日 - 06日、COOL JAPAN PARK OSAKA）

### 配信
- 田中圭24時間テレビ（2018年12月15日21時 - 12月16日21時、AbemaTV）[9]
- ガンダムビルドリアル（2021年3月29日 - 、YouTube・総監督）[10]
- 人生あいつでやり直すことにした。（2022年、YouTube・総監督）

### プロデュース
- サマータイムマシン・ブルース（2005年）
- 逃亡者 木島丈一郎（2005年）
- 恋とオンチの方程式（2016年）[11]

### 監修
- SETOUCHI THE MOVIE（2018年）

### テレビゲーム
- Xbox 360用ゲーム「ロストオデッセイ」オープニングムービー

### 書籍
- 本広本（キネマ旬報社、2006年9月29日）ISBN 4-87376-638-9
- 踊る監督日誌（講談社、2010年8月27日）ISBN 978-4-06-216443-6

### ミュージック・ビデオ
- AKB48「Everyday、カチューシャ」（2011年）

### CM
- comico（2014年）

### ネットムービー
- ネスカフェ ネスレシアター「Regret」「踊る大宣伝会議、（略）」（2014年）

## 受賞歴
1997年
- 第12回ザテレビジョンドラマアカデミー賞 監督賞（澤田鎌作と共に）（『踊る大捜査線』）[12]

1999年
- 第22回日本アカデミー賞 優秀監督賞（『踊る大捜査線 THE MOVIE』）[13]
- 第8回日本映画批評家大賞スターライト賞（『踊る大捜査線 THE MOVIE』）
- 第20回ヨコハマ映画祭審査委員特別賞（『踊る大捜査線 THE MOVIE』の製作チーム）

2003年
- 第16回日刊スポーツ映画大賞・石原裕次郎賞 石原裕次郎賞（『踊る大捜査線 THE MOVIE 2 レインボーブリッジを封鎖せよ!』）

2004年
- 第27回日本アカデミー賞 優秀監督賞（『踊る大捜査線 THE MOVIE 2 レインボーブリッジを封鎖せよ!』）[14]

2008年
- 第56回ザテレビジョンドラマアカデミー賞 監督賞（波多野貴文・藤本周と共に）（『SP 警視庁警備部警護課第四係』）[15]

2014年
- 第54回四国新聞文化賞[16]

2015年
- 第40回報知映画賞（『幕が上がる』）
  - 特別賞（ももいろクローバーZと共に）[17][18]

2017年
- 第38回ポルト国際映画祭（『亜人』）
  - 最優秀視覚効果賞
  - オリエントエキスプレス最優秀作品賞